# Casiano Delvalle
Casiano Delvalle (ur. 13 sierpnia 1970) – były paragwajski piłkarz, reprezentant kraju.

## Kariera reprezentacyjna
W reprezentacji Paragwaju zadebiutował w 1995. W sumie w reprezentacji wystąpił w 3 spotkaniach.

## Statystyki
| Reprezentacja Paragwaju | Reprezentacja Paragwaju | Reprezentacja Paragwaju |
| Rok                     | Mecze                   | Gole                    |
| ----------------------- | ----------------------- | ----------------------- |
| 1995                    | 3                       | 0                       |
| Razem                   | 3                       | 0                       |